# Guerra europea
Guerra europea o Guerra de Europa es un concepto utilizado en diferentes contextos para designar a diferentes guerras que tuvieron lugar en Europa y que se consideraron como conflictos continentales o de dimensión europeo:
- Gran Guerra o Gran Guerra Europea son formas historiográficas convencionales para designar, por antonomasia, a la Primera Guerra Mundial (1914-1918). Después de la Primera Guerra Mundial hubo muchos tratados de paz (especialmente el Tratado de Versalles, 1918) que establecieron un sistema internacional de seguridad colectiva basado en los Catorce Puntos de Wilson y la Sociedad de Naciones, iniciando un periodo interpretado historiográficamente como decadencia, declive europeo o La Decadencia de Occidente, según Oswald Spengler (véase Edad Contemporánea#Empequeñecimiento de Europa y protagonismo de nuevos espacios: Asia y América.).
- La expresión guerra civil europea es una forma historiográfica de designar al periodo 1914-1945 (véase también segunda guerra de los Treinta Años y la crisis de los veinte años), intervalo en el que se incluyen también la Segunda Guerra Mundial y el período de entreguerras, con múltiples y complejos conflictos intereuropeos: revolución y guerra civil rusa, guerra polaco-soviética, guerra civil española, etc.
- Guerras europeas anteriores:

- La guerra de los Cien Años (1337-1453) involucró principalmente a Inglaterra y Francia, pero también al resto de los países de Europa Occidental
- La guerra de los Treinta Años (1618-1648) fue el primer conflicto de dimensiones realmente continentales, al afectar a países de Europa Occidental, Central, Septentrional, Meridional y (en menor medida) Oriental; su final con la Paz de Westfalia (1648) inicia la búsqueda del denominado equilibrio europeo, frente a la hegemonía europea anterior (de España) y posterior (de Francia). Intelectualmente se abrió la denominada crisis de la conciencia europea.
- La guerra de sucesión española (1700-1715), en que se implicaron casi todos las potencias europeas, alineadas con los Borbones o los Habsburgo. Su final con el Tratado de Utrecht (1713-1714) dio paso a un siglo XVIII caracterizado por el equilibrio europeo, a pesar del mantenimiento de los Pactos de Familia entre las monarquías borbónicas.
- Otras guerras europeas del siglo XVIII implicaron a un número menor de potencias:

- Guerra de sucesión polaca (1733-1738);
- Guerra de sucesión austriaca (1740-1748);
- Guerra de los Siete Años (1756-1763);
- o bien tuvieron como escenario principal las colonias ultramarinas guerra del Asiento (1739-1748) o (guerra de Independencia de Estados Unidos (1775-1783);
- o fueron conflictos internos, levantamiento jacobita en las islas británicas (hasta 1746).

- Las guerras revolucionarias francesas (desde 1792) y las guerras napoleónicas (hasta 1815) implicaron a la totalidad de Europa. El Congreso de Viena (1814-1815) diseñó un sistema de relaciones internacionales (sistema Metternich o Europa de los congresos) dominado por la Santa Alianza hasta 1848.
- La Guerra de Crimea (1853-1856) implicó a la mayor parte de las potencias europeas en la denominada Cuestión de Oriente.
- Tras el periodo de unificaciones nacionales italiana y alemana y la guerra franco-prusiana (los tres procesos finalizados en 1871) comienza el periodo dominado por el sistema de alianzas diseñado por Bismarck (hasta 1890) y su disolución posterior en la paz armada que desemboca en la Primera Guerra Mundial.

Europa en guerra es el título de varias obras historiográficas, referidas a alguno de estos conflictos.